# Pohlib
Pohlib je majhen nenaseljen otoček v Jadranskem morju. Pripada Hrvaški.
Pohlib, na katerem stoji svetilnik, leži med otokoma Planik in Maun, od katerega je oddaljen okoli 3,5 km. Površina otočka meri 0,025 km². Dolžina obalnega pasu je 0,60 km. Najvišja točka na otočku je visoka 7 mnv.
Iz pomorske karte je razvidno, da svetilnik oddaja svetlobni signa: B Bl 5s. Nazivni domet svetilmika je 9 milj.